# Пролетаровка (Туркестанская область)
Пролетаровка (каз. Пролетаровка) — упразднённое село в Толебийском районе Туркестанской области Казахстана. Входило в состав Казгуртского сельского округа. В 2000-е годы включено в состав г. Ленгер.

## Население
По данным переписи 1999 года в селе проживало 1275 человек (660 мужчин и 615 женщин).